# Dolná Seč
Dolná Seč (Hongaars: Alsószecse) is een Slowaakse gemeente in de regio Nitra, en maakt deel uit van het district Levice.
Dolná Seč telt 437 inwoners.